# دستور التشيك
اعتمد في 16 ديسمبر 1992: الدستور الحالي للجمهورية التشيكية (Ústava سيسك Republiky للالتشيكية). الاستعاضة عنه دستور تشيكوسلوفاكيا (1960 دستور تشيكوسلوفاكيا)، والتي تنقسم إلى جمهورية سلوفاكيا وجمهورية التشيك من قانون صادر عن البرلمان في 1 يناير 1993، من خلال الطلاق المخملية يسمى.
ويتم تنظيم المستند إلى ثمانية فصول. كل، احفظ الماضي، عن قلقها مع الجانب متميزة من الحكومة. أما الفصل النهائي مع عدد من المواضيع «المؤقتة»، التي كانت تحل إلى حد كبير بحلول 31 ديسمبر 1993، ولها تأثير كبير حاليا على الحكم في الجمهورية.
اعتبارا من عام 2011، تم تعديل الدستور خمس مرات.

## الفصل الأول
المواد القليلة الأولى من الدستور تعطي الشكل الأساسي لطبيعة الحكومة الجمهورية. فإنه يلزم الحكومة إلى «احترام حقوق وحريات الإنسان والمواطن»؛ يعلن ميثاق الحقوق الأساسية والحريات الأساسية «عنصرا لا يتجزأ من النظام الدستوري»؛ يؤسس الجمهورية باعتباره قانونا وديمقراطية يحترمون الدولة، تستمد سيادتها من الشعب؛ يقول ان «قرارات الأغلبية تحترم حماية الأقليات»، ويأمر جمهورية «لاستخدام الرشيد للموارد الطبيعية وحماية الثروات الطبيعية». في هذا الجزء الأول من الوثيقة، الدستور يسمح أيضا لتعديله من قبل القانون الدستوري، ولكن يحظر تعديل الدستور بأي شكل من الأشكال التي من شأنها أن تضر الدائمة للجمهورية وديمقراطية «الدولة يحترمون القانون». الفصل الأول يعطي الخطوط العريضة للجمهورية الواجبات تجاه القانون الدولي، وقال (جزئيا) على وجوب حل الصراعات بين القوانين المحلية والقوانين الدولية الملزمة للجمهورية لصالح الاتفاقات الدولية. افتتاح الفصل يخلص من خلال تحديد رأس المال، والرموز الوطنية، الأراضي وقواعد المواطنة للجمهورية (المواد 1-14).

## الفصل الثاني
كما أن القانون يسند السلطة التشريعية في التشيكية البرلمان، ويتألف من مجلسين، ومجلس النواب ومجلس الشيوخ (15-53 المقالات).

## الفصل الثالث
لأنها توفر الطرق التي محددة السلطة التنفيذية ولا يرسم الصورة بين رئيس الجمهورية والحكومة (برئاسة وزير ورئيس الوزراء). والفصل الثالث أيضا طبيعة الانتخابات غير المباشرة من الرئيس من قبل البرلمان، وكذلك القيود المفروضة على السلطة الرئاسية في اختيار الحكومة. هذا القسم يتضمن أيضا عددا من الأنظمة الهامة تاريخيا فيما يتعلق بانضمام جمهورية التشيك إلى الاتحاد الأوروبي (المواد 54-80).

## الفصل الرابع
الدستور على الدستورية والعليا المحاكم، وكذلك استقلال القضاء (المواد 81-96).

## الفصل الخامس
ينص الدستور على مكتب الرقابة العليا (المادة 97).

## الفصل السادس
ينص الدستور على البنك الوطني التشيكي (المادة 98).

## الفصل السابع
وينص الدستور على أساس للحكم المحلي، من خلال تقسيم أراضي جمهورية تتمتع بالحكم الذاتي في المناطق الإقليمية، والمناطق (المواد 99-105).

## الفصل الثامن
وتختتم الوثيقة في وزنها على عدد من القضايا ما يسمى «المؤقتة» التي تطبق أساسا إلى جمهورية في السنة الأولى من وجودها. أساسا، فإنه يحدد على وجه التحديد ما الضباط أو قوانين الحكومة التشيكية السابق كجزء المكونة تشيكوسلوفاكيا الاتحادية جمهورية لا تزال سارية المفعول حتى أنتجت جمهورية التشيك المناصب الجديدة أو بموجب أحكام القوانين وجدت في أي مكان آخر في الدستور. لأحكام هذا الفصل، إلى حد بعيد معظم دائم وقد كانت المادة 112 (1)، الأمر الذي جعل ميثاق من الحقوق والحريات الأساسية (1991) جزءا من الدستور. هذه الخطوة لديه المشتركة مع الطريقة التي بيل حقوق وسرعان ما ضمت لدستور الولايات المتحدة، ومنح المواطنين التشيكيين الحقوق الشخصية المحددة التي سيكون من الصعب للغاية بالنسبة للحكومة التشيكية في المستقبل لإلغاء (المواد 106-113).

## وصلات خارجية
- (بالإنجليزية) Constitution of the Czech Republic
- (بالتشيكية) Ústava České republiky
- (بالإنجليزية) Charter of Fundamental Rights and Freedoms نسخة محفوظة 28 فبراير 2007 على موقع واي باك مشين.
- (بالتشيكية) Listina základních práv a svobod